# 屠滽
屠滽（1440年10月20日—1512年11月6日），字朝宗，號西峰，又號丹山，浙江寧波府鄞縣人，祖籍直隸常州府無錫縣（今江蘇無錫市），明朝政治人物，同進士出身。

## 生平
成化元年（1465年）舉乙酉科浙江鄉試，成化二年（1466年）聯登丙戌科進士，任監察御史，巡按四川、湖廣，為官有清名，勤于政事。歷任右僉都御史、右都御史、左都御史。弘治十年（1497年），進兵部尚書，後調任吏部尚書，兼都察院御史，封太子太保。明武宗時，加封太子太傅，兼掌院事，繼加封柱國。諡襄惠。鄉人稱“屠天官”。

## 家族
屠滽為甬上屠氏七世祖，天官房。
曾祖屠順；祖父屠子真；父屠瑜。母徐氏。重慶下。兄屠湘，弟屠渭（屠大山的祖父）。
子屠俓，字直卿，號樾崖，正德六年（1511年）登辛未科進士，官至吏部員外郎。

## 著作
著有《丹山集》、《屠襄惠公遺集》（其孫編）

## 軼事
有一回，屠滽退朝後在尚書官邸閒居時，底下的辦事人員不小心將墨汁灑在他的白衣上，對方頓感惶懼而屏息，急忙向屠滽磕頭請罪，屠滽則很有雅量的對他說：「去去汝何為者，吾方惡其泰白而易汙也。」

## 遺迹
- 屠滽故居，位于宁波海曙区尚书街。
- 今宁波屠滽墓神道碑，高4.16米，始立于正德十四年（1519年），位于宁波海曙区集士港镇山下庄村委会旁。
- 江苏省常熟市虞山明温州府知府陆润夫妇合葬墓碑铭书丹